# Evangelische Kirche Ringenberg

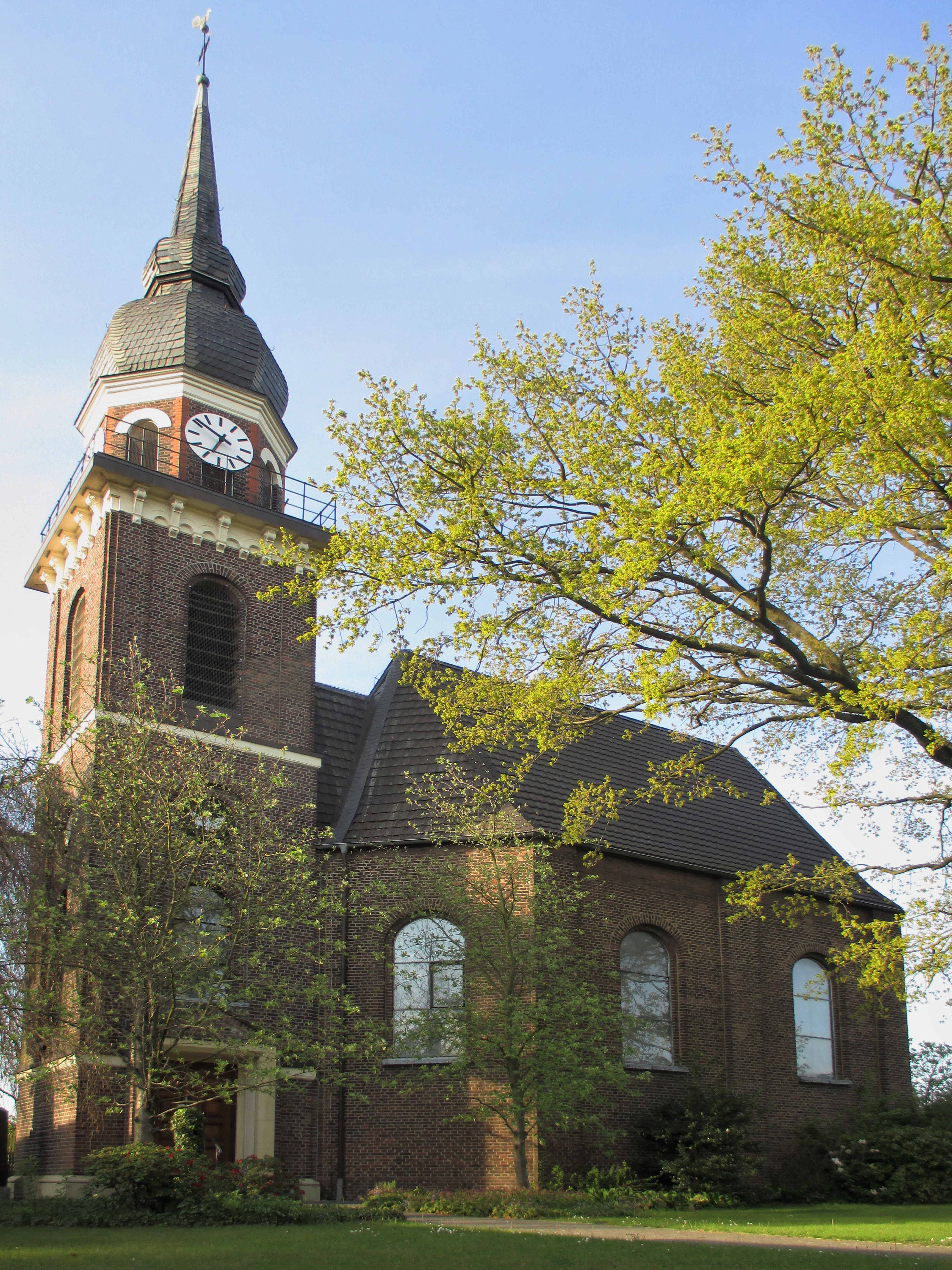
Evangelische Kirche Ringenberg

Die Evangelische Kirche Ringenberg ist eine 1754 eingeweihte evangelische Kirche im Stil des niederländischen klassizistischen Barocks in Ringenberg, einem Ortsteil von Hamminkeln im nordrhein-westfälischen Kreis Wesel. Sie gehört zur Evangelischen Kirchengemeinde An der Issel im Kirchenkreis Wesel der Evangelischen Kirche im Rheinland.

## Geschichte
Im Rahmen der von Graf Dietrich VII. von Kleve geförderten Binnenkolonisation wurden niederländische Familien als Kolonisten angeworben, um das Land um die Burg Ringenberg – eine feuchte Bruchlandschaft an der Issel – urbar zu machen. Das von ihnen vor der Burg ab 1329 kreisrund angelegte Dorf erhielt auch eine 1342 erstmals erwähnte Kapelle, für die der Pfarrer von Dingden zuständig war. Für das Jahr 1571 wurde festgestellt, dass die Bewohner Ringenbergs dem Protestantismus anhingen und sich in Glaubensangelegenheiten nunmehr nach Hamminkeln orientierten, das auch protestantisch war. Nachdem Burg, Kapelle und Pfarrhaus in Ringenberg im Spanisch-Niederländischen Krieg zerstört worden waren, kam es unter Kurfürst Friedrich Wilhelm von Brandenburg, der Alexander von Spaen und dessen Bruder Jakob mit Ringenberg belehnt hatte, zu einem Wiederaufbau, in dessen Verlauf das heutige Schloss Ringenberg bis 1661 im Stil des niederländischen klassizistischen Barocks neu entstand.
Im gleichen barocken Baustil wurde eine Kirche errichtet, die als Schloss- und Patronatskirche unter dem Chor eine Gruft für die Familie von Spaen erhielt. Diese Kirche war in der Mitte des 18. Jahrhunderts jedoch so baufällig, dass sie einzustürzen drohte. Ein Architekt aus der Baumeisterfamilie Vierevandt/Viervant aus dem niederländischen Arnheim – möglicherweise Leendert Viervant d. Ä. (1689–1762) oder dessen Söhne Hendrik (1718–1775) und Anthony (1720–1775) – wurde daraufhin beauftragt, an ihrer Stelle eine neue Kirche zu errichten. 1754 konnte sie eingeweiht werden. Konzipiert war sie als schlichter, achteckiger, dreijochiger Backsteinbau mit Rundbogenfenstern, einem Walmdach und einem Dachreiter mit geschweifter Haube. Als 1907 eine Renovierung erforderlich war, wurde bis 1908 ein dreigeschossiger neobarocker Kirchturm angebaut, dessen oktogonale Laterne von einer geschweiften Rokoko-Haube bekrönt wird. 1933 wurde vor der Kirche eine Luthereiche gepflanzt.
Im Zweiten Weltkrieg wurde die Kirche großenteils zerstört. Die Grablege und die sieben hölzernen Epitaphien der Familie von Spaen gingen dabei unwiederbringlich verloren. Bis 1950 erfolgte der Wiederaufbau in alten Formen.